# Hevlín
Hevlín (německy Höflein) je obec v okrese Znojmo v Jihomoravském kraji. Žije zde přibližně 1 400 obyvatel. Řeka Dyje protéká jižně od obce v napřímeném korytě (regulace a stavba hrází v letech 1830–1833). Těží se zde cihlářská hlína, severovýchodně od obce je hliniště a moderní cihelna (Heluz). Zemědělská výroba je zastoupena zejména společností Agrospol, ve směru na Hrabětice se nachází velkokapacitní vepřín Větrná. V obci je mateřská škola, úplná základní škola, pošta, tři prodejny potravin, několik restaurací a penzionů. Při silnici do Laa an der Thaya za bývalou celnicí se nachází několik bývalých bezcelních obchodů postavených v devadesátých letech, dnes prodejny, restaurace a zařízení služeb. Na náměstí budova přeshraničního informačního centra (2007).

## Název
České Hevlín je hlásková úprava středověkého německého Hövelin (v pozdější podobě Höflein) - "malý dvůr".

## Historie
První písemná zmínka o obci pochází z roku 1282 (v souvislosti se sporem hevlínského faráře s lávským měšťanem). K obci patřily dvory Koppenhof, Rohrhof (zaniklé), Annahof (Anenský dvůr, dnes ruiny statku jihozápadně od obce při staré cestě do Laa an der Thaya), Höfleiner Hof a Ruhhof (dnes v Rakousku). K hevlínské farnosti byl přifařen Dvůr Anšov (Anschauhof) u Šanova a rakouský Ruhhof. Hevlín byl v letech 1524–1848 součástí hrušovanského panství. V letech 1805–1809 velké škody způsobila francouzská vojska.
Cihelna u Černé strouhy (Schwarzbach) zřízena roku 1908 (již neexistuje, vedle dnešního jezera Hliník), nová cihelna vybudována v letech 1967-1970 (stropní desky Hurdis). Původně závod Cihelen Gustava Klimenta, transformace přes Hevlínské cihelny (1990-1994), od 1994 závod firmy Heluz cihlářský průmysl v.o.s.
V obci končí regionální železniční trať Hrušovany nad Jevišovkou-Šanov – Hevlín, pozůstatek trati Rakouské společnosti státní dráhy Stadlau - Laa an der Thaya - Hrušovany n./Jev. - Střelice u Brna. V roce 1945 bylo přerušeno spojení do Laa an der Thaya, na trati chybí část náspu a most přes Dyji. Od roku 2010 není na trati z Hrušovan n./Jev. osobní doprava objednávána.

## Samospráva
V letech 2012 až 2014 byl starostou Jiří Dohnal. Na ustavujícím zasedání zastupitelstva v listopadu 2014 ho ve funkci vystřídal Antonín Pichanič (Moravané).

## Obyvatelstvo

### Vývoj počtu obyvatel[7]
| Sčítání | Obyvatel celkem | Národnost | Národnost | Národnost |
| Rok     | Obyvatel celkem | Němci     | Češi      | Jiní      |
| ------- | --------------- | --------- | --------- | --------- |
| 1880    | 1883            | 1834      | 44        | 5         |
| 1890    | 1990            | 1957      | 31        | 2         |
| 1900    | 2006            | 2001      | 5         | 0         |
| 1910    | 2205            | 2204      | 0         | 1         |
| 1921    | 2384            | 2120      | 195       | 69        |
| 1930    | 2423            | 1967      | 289       | 67        |

| Rok            | 1869  | 1880  | 1890  | 1900  | 1910  | 1921  | 1930  | 1950  | 1961  | 1970  | 1980  | 1991  | 2001  | 2011  | 2021  |
| -------------- | ----- | ----- | ----- | ----- | ----- | ----- | ----- | ----- | ----- | ----- | ----- | ----- | ----- | ----- | ----- |
| Počet obyvatel | 1 777 | 1 883 | 1 990 | 2 006 | 2 205 | 2 384 | 2 423 | 1 453 | 1 360 | 1 404 | 1 332 | 1 343 | 1 342 | 1 354 | 1 332 |
| Počet domů     | 200   | 298   | 332   | 373   | 427   | 447   | 521   | 375   | 318   | 345   | 351   | 397   | 406   | 433   | 462   |

## Obecní symboly
Znak a vlajka byly obci uděleny rozhodnutím předsedy Poslanecké sněmovny Parlamentu České republiky dne 13. června 1995.

### Znak
Popis znaku je: Stříbrno-modře rozpolcený štít s kolmo postavenou rybou a radlicí obrácených barev. V hlavě štítu tři červené růže se zlatými semeníky, v patě štítu jedna táž růže. List praporu tvoří bílý a modrý vodorovný pruh, v bílém pruhu modrá ryba dlouhá dvě třetiny délky listu.

## Pamětihodnosti
- Linie lehkého opevnění s těžkým objektem MJ-S 16, budovaná v rámci systému československého opevnění na obranu před nacistickým Německem.
- Kostel Nanebevzetí Panny Marie na návsi.
- Kaplička u silnice směrem na Dyjákovice.
- Mariánská kaple za tratí u nádraží u původní cesty k brodu přes Dyji směrem na Ruhhof.
- Boží muka – pozdní gotická, přemístěná z původní lokality u cesty směrem k brodu přes Dyji na prostranství před kostelem.
- Výpravní budova nádraží. Secesní budova z roku 1910 s dekorativní dřevěnou pergolou.
- Přírodní památka Hevlínské jezero – severozápadně od obce ve směru na Dyjákovice. Mokřad s výskytem chráněných obojživelníků a hnízdištěm vodních ptáků.

## Osobnosti
Josef Brunner (1861, Hevlín–1941, Hevlín), zemědělec, obchodník a politik. Poslanec rakouské Říšské rady (1907-1918), Moravského zemského sněmu (1913-1918) a neuznaného Prozatímního národního shromáždění Německého Rakouska (1918-1919) za Německou lidovou stranu a Německou agrární stranu.
Karl Hörmann (1915, Hevlín – 2004, Vídeň), rakouský katolický duchovní a vysokoškolský učitel, děkan katolické teologické fakulty (1963-1964, 1973-1974) a rektor Vídeňské univerzity (1966-1967). Kněžské svěcení roku 1939, profesorem morální teologie na Vídeňské univerzitě roku 1953. papežem Pavlem VI. jmenován roku 1969 čestným prelátem. Kromě teologických prací autor několika knih o historii Hevlína a okolních obcí.
František Maňas (1921, Sehradice – 2004, Brno), kapelník a skladatel dechové hudby. V letech 1945-1961 žil v Hevlíně, zde složil např. Jihomoravskou polku (1947) a Pohádku z Podyjí.

## Galerie

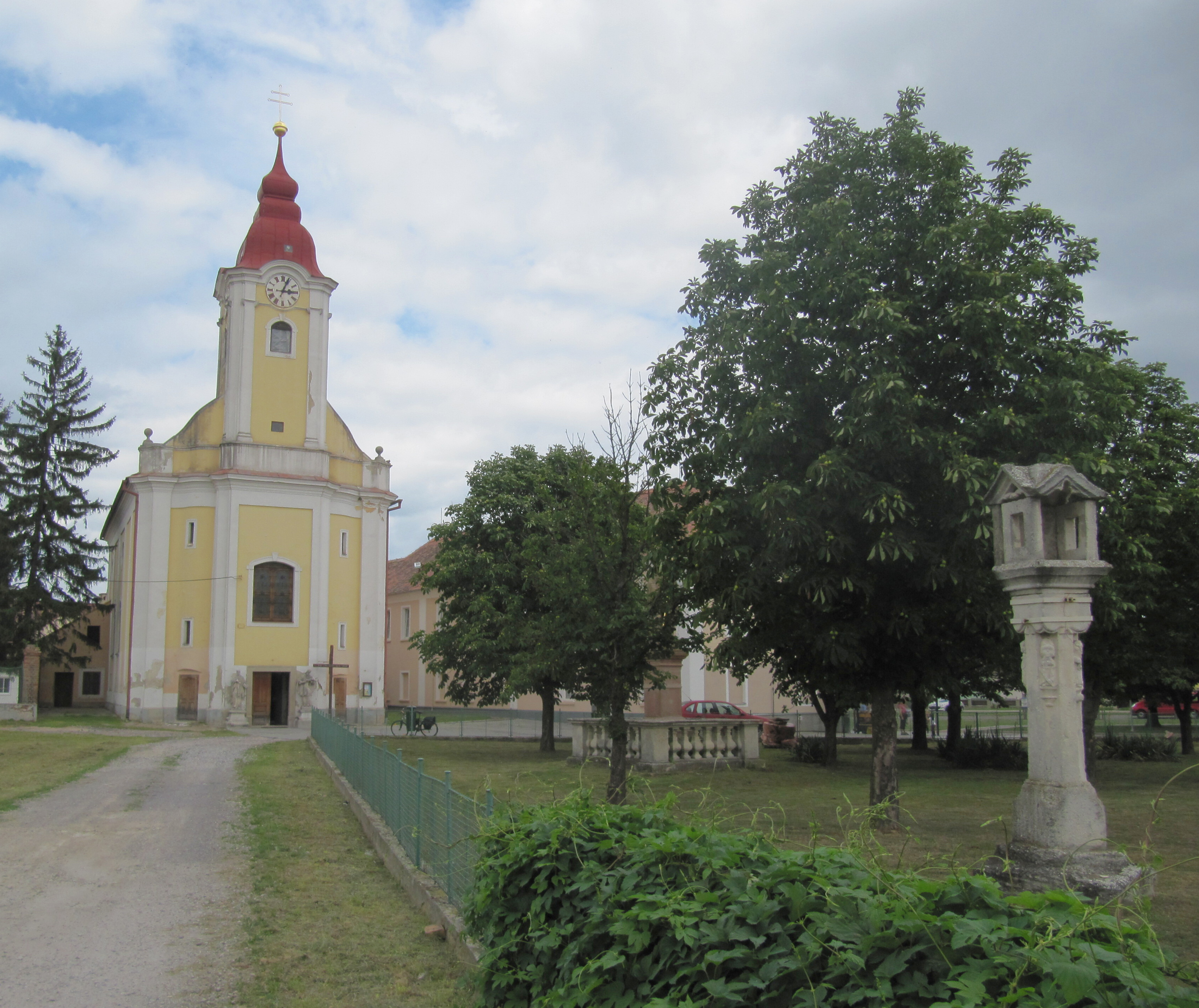
Kostel Nanebevzetí Panny Marie
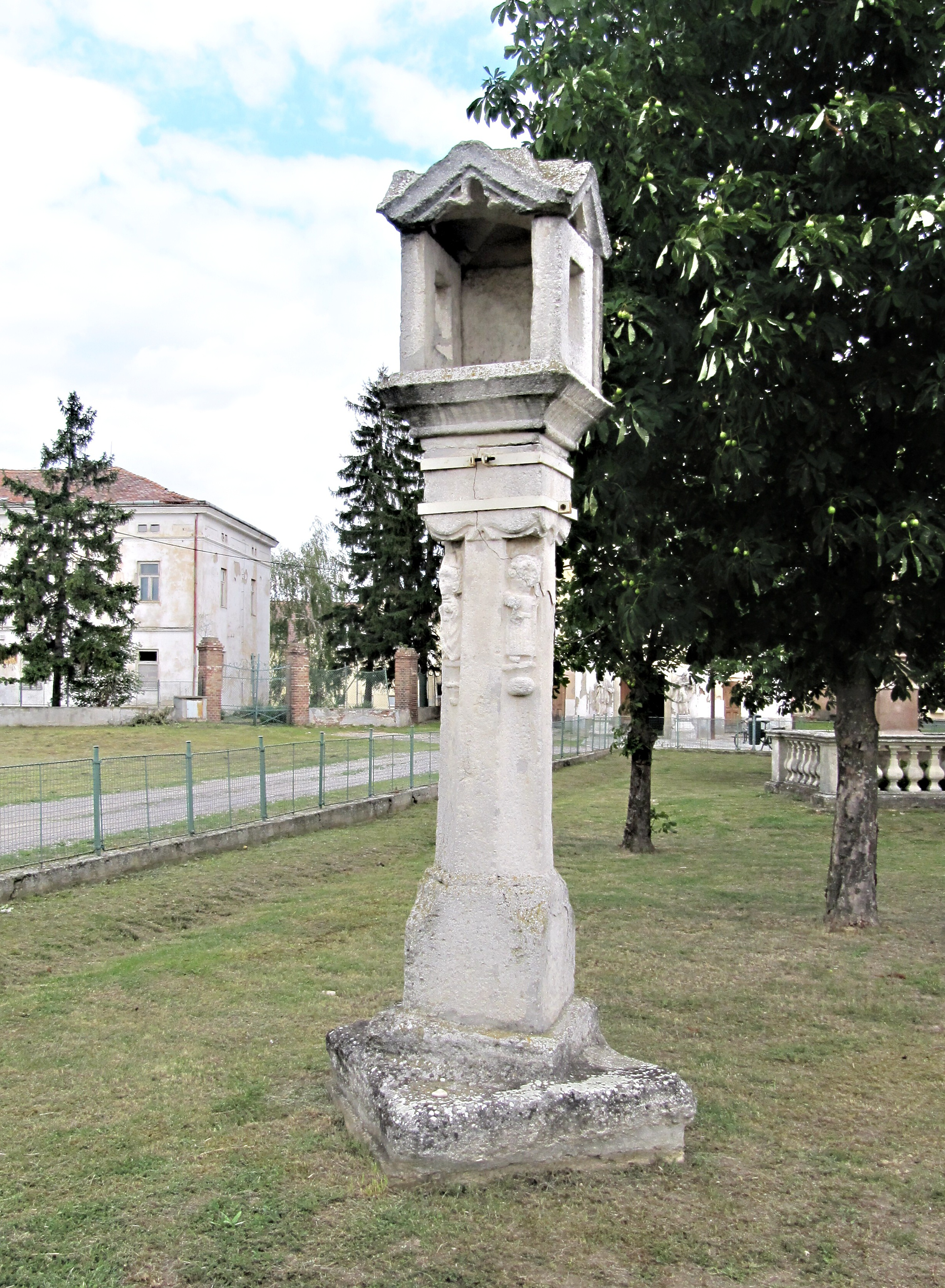
Boží muka
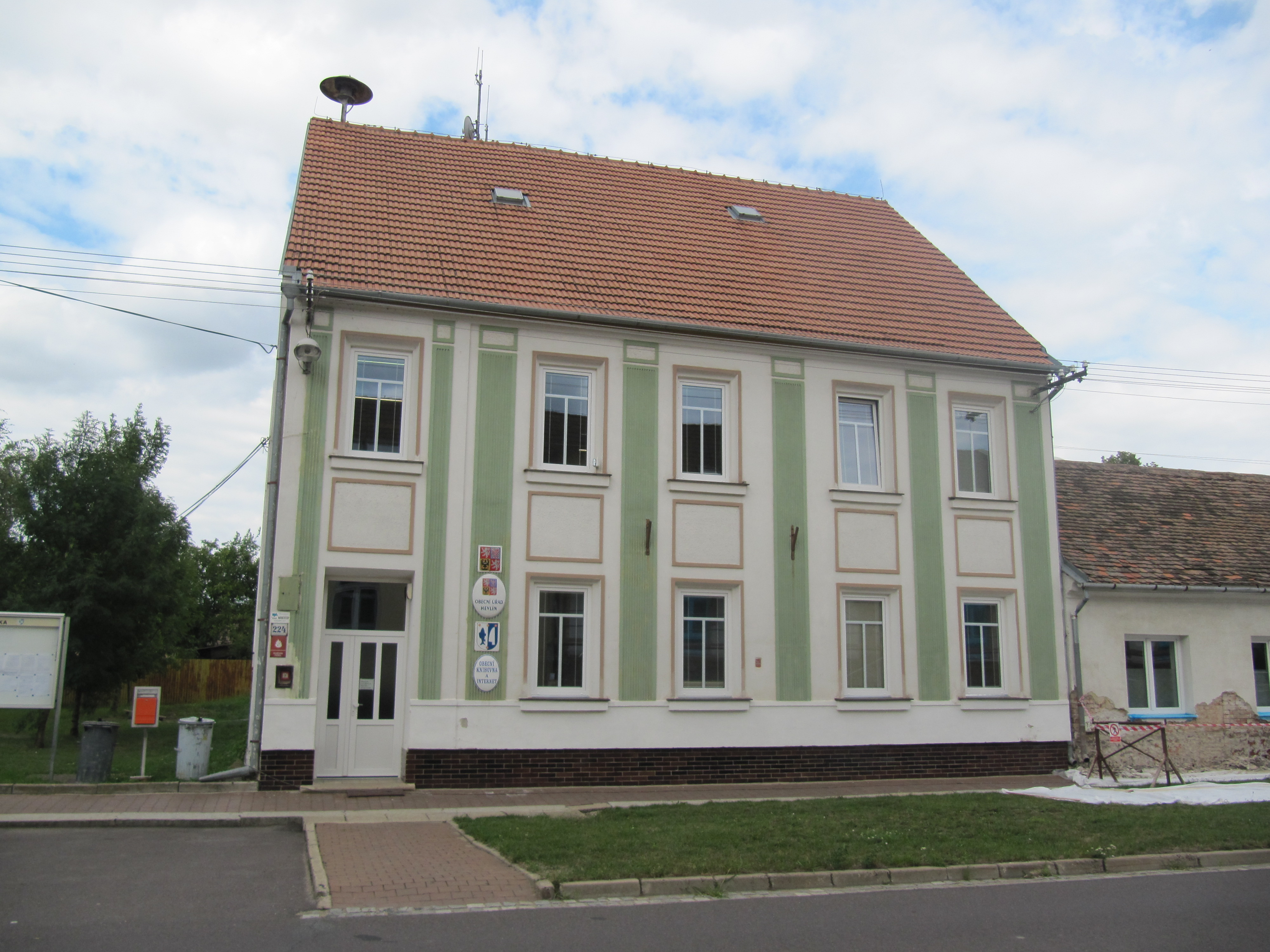
Obecní úřad
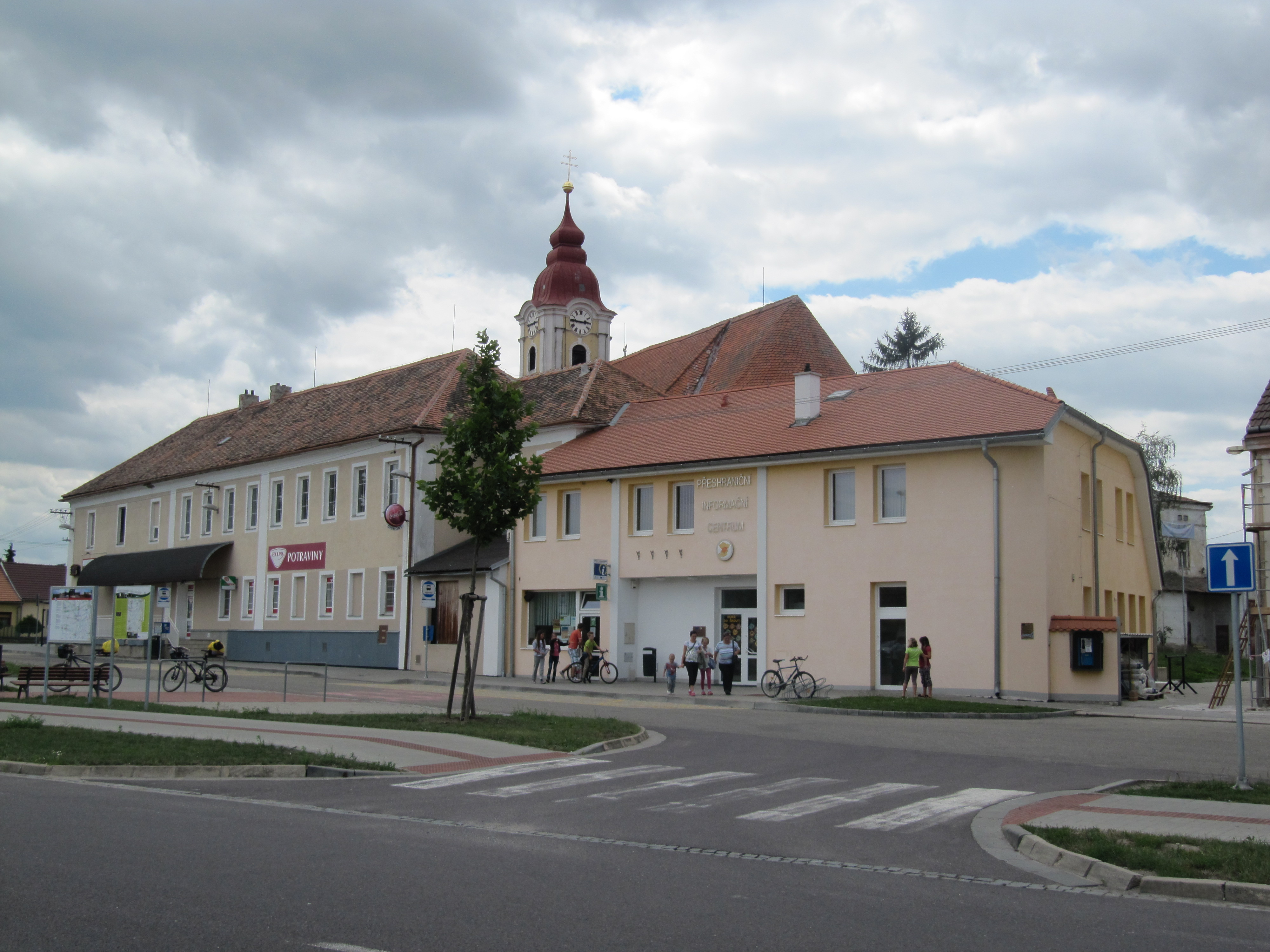
Infocentrum